# Свідки Єгови та переливання крові
Свідки Єгови вважають, що Біблія забороняє християнам здійснювати переливання крові. У їхній літературі зазначено, що «утримуватися від … крові» означає не приймати переливання крові та не здавати і не зберігати власну кров для переливання ". Віра в це заснована на інтерпретації писання, яке відрізняється від інших християнських конфесій. Це одна з доктрин через яку Свідки Єгови є найбільш відомими.
Література Свідків Єгови стверджує, що їхня відмова від переливання крові або чотирьох її основних компонентів — еритроцитів, білих клітин, тромбоцитів і плазми — є релігійною позицією, що не підлягає обговоренню, і що ті, хто поважає життя як дар від Бога, не намагаються підтримувати життя, беручи кров, навіть у надзвичайних ситуаціях. Свідків вчать, що використання таких фракцій, як альбумін, імуноглобуліни та гемофіліки, не заборонено абсолютно, а є питанням особистого вибору.
Доктрина була введена в 1945 році і з того часу зазнала певних змін. Члени організації, які добровільно приймають переливання крові та не каються, вважаються такими, що відсторонилися від групи, відмовившись від її доктрин, а згодом їх уникають члени організації. Незважаючи на те, що доктрина прийнята більшістю свідків Єгови, є меншість, яка її не схвалює.
Товариство Вартової башти створило лікарняні інформаційні служби для надання освіти та сприяння безкровній хірургії. Ця служба також підтримує комітети зв'язків з лікарнями, функція яких полягає у наданні підтримки однодумцям.